# Prizoniera din Caucaz
Prizoniera din Caucaz (în rusă Кавказская пленница, или Новые приключения Шурика, lit.: Ostatica caucaziană sau Noile aventuri ale lui Șuric) este un film sovietic din 1967, regizat de Leonid Gaidai. Filmul a fost distribuit ulterior pe suport DVD în România sub titlul Răpire în stil caucazian. Noile aventuri ale lui Șurik, în colecția Ruscico.

## Rezumat
Șuric (Demianenco), un tânăr student încă naiv, merge în Caucaz pentru a studia obiceiurile locale și pentru a culege folclor. El vine călare pe un măgar și cu mai multe bagaje. Dar măgarul se încăpățânează să mai meargă lângă un pod unde se afla și Edik (Ahmetov) cu un camion în pană. Cei doi se chinuie fiecare cu mijlocul lui de transport să-l facă să pornească, dar nici unul nu se urnește din loc. Șuric și Edik fac cunoștință, între timp pe drum trece Nina (Varlei) iar măgarul pleacă după ea dar și mașina pornește motorul singură și pleacă la fel după ea. În cele din urmă Șuric se îndrăgostește de Nina. Unchiul fetei o vinde pe Nina tovarășului Sahov și aranjează un trio de bandiți ca s-o răpească: Idiotul (Балбес), Lașul (Трус) și Experimentatul (Бывалый). Șuric ajută la răpirea fetei crezând că totul este un obicei local al furatului miresei. În cele din urmă, după mai multe peripeții, Șuric, ajutat și de Edik, o salvează pe fată și-l pedepsește pe unchiul ei care o trădase.

## Distribuție
- Alexandr Demianenco – Șuric
- Natalia Varlei – Nina (voce Nadejda Rumianțeva)
- Vladimir Etuș – tovarășul Sahov
- Frunzik Mkrtcian – unchiul Ninei
- Ruslan Ahmetov – Edik
- Iuri Nikulin – Idiotul
- Gheorghi Vițin – Lașul
- Evgheni Morgunov – Experimentatul

## Lansare
A fost lansat în anul 1967 și a avut parte de mare succes comercial, fiind vizionat de 76,540 milioane de spectatori în cinematografele din Uniunea Sovietică, ceea ce-l plasează pe locul 4 între cele mai vizionate filme sovietice pe parcursul unui an.